# Бирбраер, Максим Алексеевич
Макси́м Алексе́евич Бирбра́ер (15 декабря 1980, Усть-Каменогорск, СССР) — израильско-казахстанский хоккеист, левый нападающий клуба Английской хоккейной Премьер-лиги (EPIHL) «Суиндон Уайлдкэтс».

## Карьера
Бирбраев начал играть в хоккей в 6-ти летнем возрасте во второй команде ДЮСШОР Усть-Каменогорска, где он играл до 12-ти лет в амплуа защитника. Перейдя в первую команду ДЮСШОР ВКО, тренер команды, ныне Заслуженный тренер Казахстана Василий Васильченко, предложил Максиму играть в линии нападения. Через три года его семья переехала жить в Израиль. Бирбраев был принят в состав юношеской сборной Израиля по хоккею и в 1997 году сыграл на молодёжном чемпионате мира в Болгарии.
Там, канадским специалистом, ему было предложено поиграть в Канаде.

## Статистика
| Легенда | Легенда                    | Легенда | Легенда                   | Легенда | Легенда    |
| ------- | -------------------------- | ------- | ------------------------- | ------- | ---------- |
| И       | Количество проведённых игр | Штр     | Штрафное время            | +/−     | Плюс-минус |
| Г       | Голы                       | П       | Голевые передачи          | О       | Очки       |
| -       | Статистика неизвестна      | —       | Статистика не учитывалась |         |            |

### Клубная карьера
- Для некоторых сезонов возможно, что в «Регулярном сезоне» учитывается статистика игрока совместно с другими соревнованиями Великобритании.

## Достижения

### Командные
Великобритания
| Год  | Команда         | Достижение               | Достижение |
| ---- | --------------- | ------------------------ | ---------- |
| 2007 | Кардифф Девилз  | Победитель Кубка нокаута |            |
| 2015 | Телфорд Тайгерс | Победитель Кубка EPIHL   |            |

Международные
| Год  | Команда | Достижение                                            | Достижение |
| ---- | ------- | ----------------------------------------------------- | ---------- |
| 2000 | Израиль | Победитель группы D чемпионата мира                   |            |
| 2013 | Израиль | Победитель группы B Второго дивизиона чемпионата мира |            |